# 路德维希·艾哈德
路德维希·威廉·艾哈德（德語：Ludwig Wilhelm Erhard，1897年2月4日—1977年5月5日），德国政治家、经济学家，被譽為「社会市场经济之父」。他从1949年到1963年被任命為西德经济劳动部长，从1963年到1966年擔任西德总理。

## 早年生平

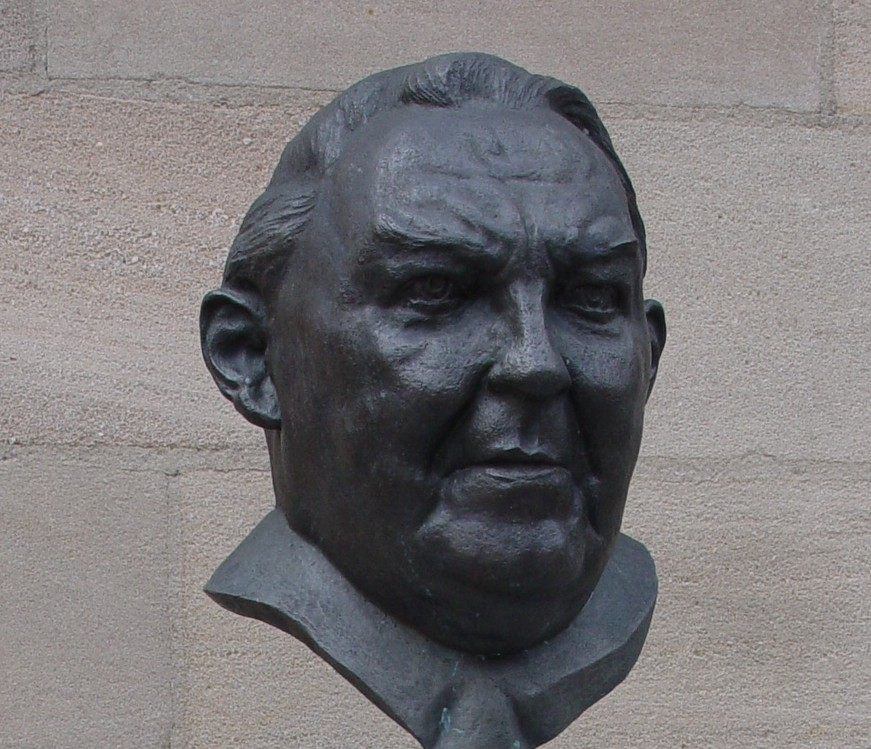
路德维希·艾哈德雕塑

路德维希·艾哈德出生於巴伐利亞菲尔特，1913年中学毕业后到1916年在纽伦堡受商人职业教育，他作为士兵参加第一次世界大战，1918年在比利时伊普尔负重伤。战后他从1919年到1922年在纽伦堡商业学校（今埃朗根-纽伦堡大学经济和社会学系）上大学，此后他又转到法兰克福大学学企业经济学。1925年他获博士学位，他的导师是弗朗茨·奥本海默，他的博士论文的题目是《价值单位的实质和内涵》。
自1925年到1928年，他在父母的企业中作经理，从1928年到1942年他在纽伦堡的德国产品经济观察研究所工作，由科学助理作起，最后升任副研究所长。1930年代初他试图获得教授地位没有成功，原因可能是因为他不肯加入纳粹组织。从1942年到1945年他领导他建立的工业研究所。1944年他发表了一篇题为《战争财政和债务巩固》的文章，在这篇文章中他假设德国战败并考虑战后经济重建的问题。当时的纳粹反抗者卡尔·弗里德里希·歌德勒被这篇文章深深打动。纳粹忽略了这篇文章，因此艾哈德逃過死劫（据他人的回忆说，艾哈德对他的这篇文章落入谁手非常漫不经心）。
1947年，慕尼黑大学授予艾哈德名誉教授称号；1950年波恩大学请他任教授职。

## 政治生涯

### 初入政壇
从1945年到1946年，艾哈德在巴伐利亚州任商业和企业部部长，但这段时间里他的工作的成绩不大。
1947年，他领导英美占领区管理部门的特殊货币和贷款专家委员会研究货币改革。
1948年3月2日，德国自由民主党提名艾哈德为美英法联合占领区所组成的联合经济区的经济管理部門首长，这样艾哈德实际上就成为西部占领区的经济政策负责人。在西德进行货币改革前五天（1948年6月20日），占领国代表才通知他这项措施的实行。6月19日，艾哈德通过电台宣布取消价格约束和义务提供服务的规定。第二天美国占领军司令愤怒地将艾哈德招来训斥他自主改变了占领军的命令。艾哈德回答说：“我没有改变这些命令，我废除了这些命令。”今天经济学家普遍认为艾哈德的这个自主行动是后来德国战后“经济奇迹”的主要条件。

### 當選國會议员
艾哈德从1949年到逝世為止，一直擔任德国联邦议会的议员，从1949年到1969年始终以乌尔姆选区直接议员的身份當选。从1972年到1976年，則以巴登-符腾堡基民盟议员身份參选。1972年和1976年，他以最年长的议员的身份宣布选后的联邦议会的正式开議。
艾哈德是联邦德国成立后开始的25年中不间断被选入议会的10名议员之一。

### 進入內閣
1949年9月20日，联邦总理康纳德·阿登纳任命艾哈德为联邦经济劳工部长。1957年大选后他于10月29日还出任副总理。
艾哈德是社会市场经济的奠基人之一，他召集了威廉·勒普克等与他志同道合的人为经济部副部长，他们对德国开始时期的经济政策的影响非常大。艾哈德本人始终反对将当时德国经济的发展称为“经济奇迹”，他本人总是说，世界上没有奇迹。他认为这个发展是成功的市场经济政策的结果。

### 與阿登納的關係
作为一个坚信市场经济的经济学家艾哈德常常与阿登纳的社会政策发生矛盾，与其激烈的是1957年关于养老金改革的争执，最后还是阿登纳战胜了，但是艾哈德和自由民主党的人士始终认为当时决定的养老金方案从长远的观点上来看是无法支付的。但阿登纳作为总理不顾艾哈德的顾虑决定通过了这个改革。今天德国老年人多，出生率小，养老金系统困难重重使得许多经济学家和政治家认识到当时艾哈德的顾虑是正确的。
艾哈德与阿登纳之间的关系从一开始就矛盾重重，阿登纳谴责艾哈德常常不参加部长会议，对他的部控制不周密，讲话时不加考虑。而艾哈德则通过宣传为自己建立了一个拥护者队伍。不过不是所有拥护艾哈德的人都拥护他的政策，有不少人拥护他来反对阿登纳。这些人希望通过艾哈德取代阿登纳作为过渡总理。
1957年，艾哈德的势力已经大到讓阿登纳不得不任命他为副总理。此后艾哈德三次有机会排挤阿登纳，但艾哈德在政治斗争中始终负阿登纳一筹而没有成功，这使得他的拥护者非常失望。

### 政黨立場
1949年前，艾哈德是一个自由党人士，但他认为他的政见在一个比较大的党中更有可能实现，因此他开始为基民盟出力。他以无党派人士出任部长职，直到1963年他才正式加入基民盟（实际上他是在1966年3月23日当任基民盟主席时才正式加入的，但在官方文献中他的加入日期被提早了三年）。从1966年到1967年，他是该党的主席，1967年後則擔任荣誉主席。

## 總理生涯
1963年10月16日，艾哈德终于继阿登纳成为总理。虽然当时艾哈德实际上还没有加入基民盟，但他在选举中非常受欢迎，因此他經基民盟推选为总理候选人。阿登纳和许多其他人认为艾哈德不能胜任总理职务，许多人从一开始就将他看作是一个过渡性的人物，他们认为艾哈德的任务只是赢得1965年的选举。
艾哈德的总理任期非常不顺利，基民盟的人指责他的政策使得德国和法国之间的关系变坏了。艾哈德与他的外交部长格哈德·施罗德都是“大西洋派”的人，他们将与美国的关系看得比与法国的关系重。此外阿登纳继续在幕后操纵反对艾哈德。阿登纳从一开始就反对艾哈德成为总理，他一直认为艾哈德不能胜任此职。1965年艾哈德虽然在大选中获得了基督教民主联盟第二好的结果，但在组阁的时候他就遭到了自己党派的反对，此后他的威信大降。为了保持他的威信，他逼迫基民盟选他为党的主席，但这也没有改变他的处境。1966年在德国发生了一起财政危机，部长辞职，而艾哈德在基民盟也无法获得足够的支持，因此他被迫于12月1日辞职。

## 家庭
1923年，艾哈德与其妻子路易絲结婚，两人育有一个女儿。1975年（艾哈德過世前兩年），路易絲逝世。

## 荣誉
1977年艾哈德逝世于波恩，后于5月11日受国葬。

### 外国勋章奖章
- 圣雅各之剑大十字勋章（葡萄牙語：Ordem Militar de Sant'Iago da Espada）（葡萄牙，1961年5月29日公布[1]）